# Claudia Doumit
Claudia Doumit (Sydney, 21 aprile 1992) è un'attrice australiana nota principalmente per aver interpretato il ruolo di Victoria Neuman nella serie televisiva The Boys.

## Biografia
Claudia Doumit nasce a Sydney, in Australia, nel 1992 da una famiglia di origini libanesi e italiane. Terminate le superiori, non viene ammessa dalle principali scuole di recitazione australiane. Alcuni anni dopo, grazie a una conoscenza della madre, ha l'opportunità di studiare presso lo Stella Adler Studio of Acting di Los Angeles.
Nel 2016 ottiene il primo ruolo importante della sua carriera nella serie televisiva Timeless, trasmessa dalla NBC. Nel videogioco del 2019 Call of Duty: Modern Warfare, Claudia Doumit interpreta Farah Karim, primo personaggio giocabile femminile della serie Call of Duty.
Il 5 settembre 2019 viene annunciato che Claudia sarebbe stata scelta per interpretare il ruolo dell'antagonista Victoria Neuman, nella serie televisiva statunitense The Boys, ricoprirà questo ruolo nella seconda,  terza e  quarta e in un episodio dello spin-off Gen V.
Nel 2022 lavora come produttrice per il film Dylan & Zoey nel quale interpreta anche il ruolo di Zoey.

## Vita privata
Dal 2022 Claudia Doumit ha una relazione sentimentale con Jack Quaid, co-star sul set di The Boys.

## Filmografia

### Attrice

#### Cinema
- Losing in Love, regia di Martin Papazian (2016)
- Anything, regia di Timothy McNeil (2017)
- Dude, regia di Olivia Milch (2018)
- Up There, regia di Michael Blaustein e Daniel Weingarten (2019)
- Che fine ha fatto Bernadette? (Where'd You Go, Bernadette), regia di Richard Linklater (2019)
- Dylan & Zoey, regia di Matt Sauter (2022)

#### Televisione
- The Hamster Wheel - serie TV, episodio 1x01 (2011)
- Faking It - Più che amiche (Faking it) - serie TV, episodio 1x01 (2014)
- Scandal - serie TV, episodi 4x07-5x09-5x12 (2014-2016)
- Nasty Habits - serie TV, episodi 1x04-2x04-3x01 (2014-2021)
- New Girl - serie TV, episodio 4x13 (2015)
- Mike & Molly - serie TV, episodio 5x18 (2015)
- How to Be a Vampire - serie TV, 6 episodi (2016)
- Nasty Habits, regia di Enrico Colantoni, Christina de Leon, Grant Harvey e Devon Werkheiser - film TV (2016)
- Timeless - serie TV, 27 episodi (2016-2018)
- Supergirl - serie TV, episodio 2x18 (2017)
- In the Moment - serie TV, episodio 2x03 (2017)
- The Boys - serie TV, 21 episodi (2020-2024)
- The Boys: VNN (Seven on 7), regia di Matt Motschenbacher - miniserie TV, puntata 3 (2021)
- Gen V - serie TV, episodio 1x07 (2023)

### Doppiatrice

#### Televisione
- Secret Level - serie animata, episodio 1x07 (2024)

#### Videogiochi
- Disney Ininity 3.0, regia di Mo Davoudian e Hez Chorba (2015)
- Call of Duty: Modern Warfare (2019)
- Call of Duty: Modern Warfare II, regia di Jeffrey Keith Negus (2022)
- Call of Duty: Modern Warfare III, regia di Corky Lehmkuhl, Tomek Suwalski e David Swenson (2024)

### Produttrice
- Dylan & Zoey, regia di Matt Sauter (2022)

## Doppiatrici italiane
Nelle versioni in italiano delle opere in cui ha recitato, Claudia Doumit è stata doppiata da:
- Elena Perino in The Boys, Gen V
- Giulia Franceschetti in Supergirl
- Isabella Benassi in Timeless
- Lucrezia Miranda in Che fine ha fatto Bernadette?

Da doppiatrice è stata sostituita da:
- Ilaria Silvestri in Call of Duty: Modern Warfare, Call of Duty: Modern Warfare II, ''Call of Duty: Modern Warfare III
- Elena Perino in Secret Level